# Касп Бакалла — Вольфа

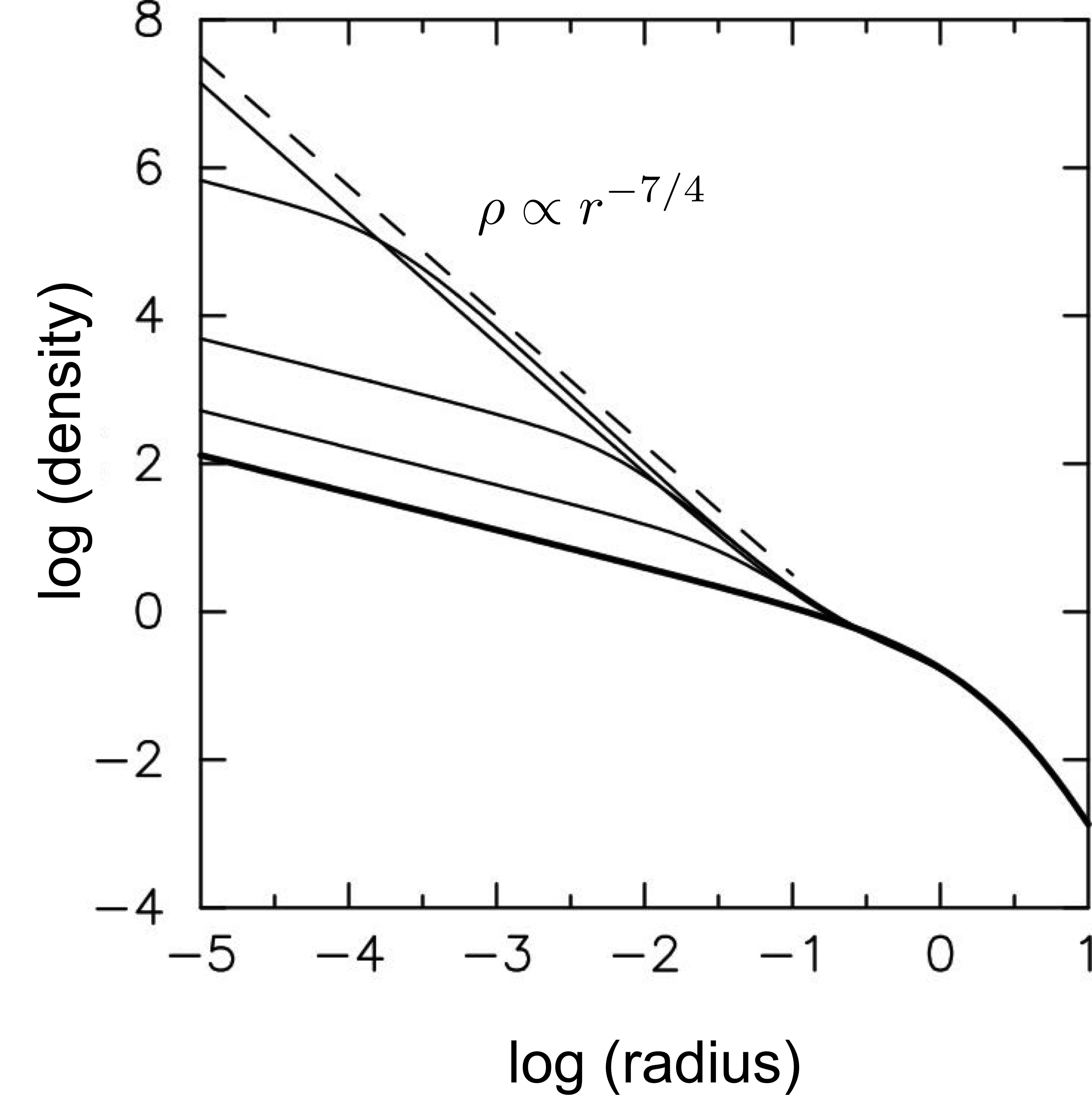
Нарастание пика Бакалла — Вольфа. Единица длины равна радиусу сферы влияния чёрной дыры. Прошедшее время приблизительно равно времени релаксации. Пунктирная линия показывает профиль плотности в устойчивом состоянии.

Касп Бакалла — Вольфа (англ. Bahcall–Wolf cusp) — деталь распределения звёзд вокруг массивной чёрной дыры в центре галактики или шарового скопления. Если ядро объекта, содержащее чёрную дыру, достаточно старое, то обмен орбитальной энергией между звёздами приводит к формированию распределения определённой формы. Например, плотность звёзд ρ меняется с расстоянием от чёрной дыры r как
{\displaystyle \rho (r)\propto r^{-7/4}.}
Тем не менее, в галактиках или звёздных скоплениях не было обнаружено точных примеров каспа Бакалла — Вольфа. Возможно, это происходит из-за сложности обнаружения (недостаточное угловое разрешение) такой структуры.

## Распределение звёзд вокруг сверхмассивной чёрной дыры
Сверхмассивные чёрные дыры расположены в ядрах галактик. Полная масса звёзд в ядре приблизительно равна массе сверхмассивной чёрной дыры. В Млечном Пути масса чёрной дыры составляет около 4 миллионов масс Солнца, а количество звёзд в ядре — около 10 миллионов.
Звёзды движутся вокруг сверхмассивной чёрной дыры по эллиптическим орбитам, похожим на орбиты планет вокруг Солнца. Энергия звезды на орбите равна
{\displaystyle E={\boldsymbol {v}}^{2}/2-GM/r,}
где v — скорость звезды, r — расстояние до чёрной дыры, M — её масса. Энергия звезды остаётся практически постоянной на протяжении многих периодов обращения. Но приблизительно после прохождения времени релаксации большинство звёзд в ядре совершат обмен энергией с другими звёздами, при этом изменяя параметры орбиты. Бакалл и Вольф показали, что если обмен энергией происходит, функция распределения энергий имеет вид
{\displaystyle N(E)\,dE=N_{0}|E|^{-9/4}dE,}
что соответствует плотности ρ=ρ0 r −7/4. На рисунке показано, как меняется плотность звёзд. Полностью сформированный касп простирается до расстояния около одной пятой радиуса влияния сверхмассивной чёрной дыры.
Считается, что время релаксации в ядре маленьких плотных галактик достаточно мало для того, чтобы мог сформироваться касп Бакалла — Вольфа.

## Центр Галактики
Радиус влияния сверхмассивной чёрной дыры в центре Галактики составляет около 2-3 парсеков, а касп Бакалла — Вольфа (при его наличии) простирался бы до расстояния около 0,5 пк от чёрной дыры. Область такого размера можно разрешить с Земли при современной технике наблюдений. Однако наблюдательные данные не подтверждают наличия каспа. Плотность распределения старых звёзд выглядит плоской или даже спадающей по направлению к центру Галактики. При этом наблюдения не исключают существования каспа в других компонентах. Тем не менее, современные наблюдения дают оценку времени релаксации около 10 миллиардов лет, что сопоставимо с возрастом Млечного Пути. Следовательно, могло пройти ещё недостаточно времени для формирования каспа. Или же в результате некоторого процесса яркие звёзды могли разрушиться вблизи сверхмассивной чёрной дыры.

## Каспы при различных массах
Решение Бакалла — Вольфа применимо к ядру, состоящему из звёзд одинаковых масс. Если массы варьируются в некоторых пределах, то каждый компонент будет иметь свой профиль плотности. Существуют два граничных случая. Если более массивные звёзды ответственны за большую часть плотности, то плотность распределения массивных звёзд будет иметь касп, а маломассивные звёзды будут обладать плотностью ρ {\displaystyle \propto } r−3/2. Если же основной вклад в плотность создают маломассивные звёзды, то их плотность будет следовать каспу, а более массивные звёзды будут подчиняться распределению ρ {\displaystyle \propto } r−2.
В старом звёздном населении большая часть массы заключена в форме звёзд главной последовательности при массе {\displaystyle \lesssim } 1-2 массы Солнца и в форме чёрных дыр звёздной массы с массой ~10-20 масс Солнца. Вероятно, что звёзды главной последовательности доминируют в общей плотности, поэтому их плотность должна следовать каспу, а распределение чёрных дыр должно иметь более резкую форму ρ ~ r−2. С другой стороны, предполагалось, что распределение массы звёзд в галактическом центре обладает высокой долей звёзд больших масс, при этом также велика доля чёрных дыр. Если это так, то наблюдаемые звёзды должны проявлять признаки более пологого профиля плотности ρ ~ r−3/2. Однако, даже пологий профиль по всей видимости несовместим с наблюдательными данными, что приводить к выводу о малой вероятности формирования каспа. Количество и распределение чёрных дыр в центре Галактики, тем не менее, очень плохо известно.